# Metellina mimetoides
Metellina mimetoides är en spindelart som beskrevs av Chamberlin och Ivie 1941. Metellina mimetoides ingår i släktet Metellina och familjen käkspindlar. Inga underarter finns listade i Catalogue of Life.